# Раймонд Одіерно
Раймонд Томас Одіерно (англ. Raymond Thomas Odierno; 8 вересня 1954, Рокевей — 8 жовтня 2021, Пайнгерст) — американський воєначальник, генерал армії США (2008), 38-й начальник штабу армії США (2011—2015). Командувач Міжвидового Об'єднаного командування Збройних сил США (2010—2011). Учасник війни в Перській затоці та Іраку, командувач об'єднаними Багатонаціональними силами в Іраку (2008—2010).
Після отримання військової освіти у Військовій академії США, розпочав службу командиром взводу в артилерійському підрозділі 56-ї бригади польової артилерії. Командував батареєю, дивізіоном, артилерією 1-ї кавалерійської дивізії. Під час війни у Перській затоці начальник штабу 2-го дивізіону 3-ї бригади польової артилерії. Згодом очолив 4-ту піхотну дивізію та 3-й корпус, на чолі яких брав участь у бойових діях в Іраку. Займав командні та штабні посади у різнорідних формуваннях, установах та закладах армії США. З 2010 року очолив Міжвидове Командування Збройних сил США, яке розформував літом 2011 року і відразу був призначений на посаду начальника штабу армії США.
У серпні 2015 року після 39 років військової служби звільнився з лав армії США.
Військова кар'єра
- 2 червня 1976 — другий лейтенант
- 2 червня 1978 — перший лейтенант
- 1 серпня 1980 — капітан
- 1 грудня 1986 — майор
- 1 лютого 1992 — підполковник
- 1 вересня 1995 — полковник
- 1 липня 1999 — бригадний генерал
- 1 листопада 2002 — генерал-майор
- 1 січня 2005 — генерал-лейтенант
- 16 вересня 2008 — генерал